# Bagod
Bagod là một thị trấn thuộc hạt Zala, Hungary. Thị trấn này có diện tích 16,37 km², dân số năm 2010 là 1360 người, mật độ 83 người/km².